# 马臻
马臻（?—?），东汉汉顺帝时会稽郡太守。永和五年（140）在会稽、山阴两县（今绍兴市）创建一座周长三百余里的水库，用于灌溉、蓄洪，即鉴湖（镜湖、长湖）。灌溉九千多顷农田。湖比农田高一丈多，农田比海高一丈多。水少的时候泄洪灌溉田地，水多的时候泄洪归海。使当地的水旱灾害有所减少。